# Yonge i College
Yonge i College – jedna z dzielnic kanadyjskiego miasta Toronto, sąsiadująca z Cabbagetown oraz od zachodu z Queen’s Park.
W dzielnicy znajduje się budynek College Park, niegdyś najważniejszy dom towarowy Eatona (zanim otwarto oddalony o kilkaset metrów Eaton Centre). W budynku w stylu art déco z lat 20., przez ostatnie 25 lat znajdowała się sala koncertowa Eaton Auditorium, w której grał m.in. pianista Glenn Gould oraz Artur Rubinstein. Eaton Auditorium zostało odnowione zachowując oryginalny wystrój z 1929. Projekt wykonał Jacques Carlu, dlatego sale będą nosić nazwę The Carlu.
Na tyłach budynku znajduje się park z fontanną. Natomiast po przeciwnej stronie, przy Yonge Street, jest były budynek straży pożarnej Fire Hall No. 3 z 1872, z ciekawą wieżyczką zegarową i dzwonem, który po odnowieniu ponownie wybija godziny. Obok znajduje się muzeum w kwaterze głównej policji. Toronto Police Museum ukazuje historię walki z przestępczością oraz „pamiątki” z głośnych kryminalnych zbrodni czy napadów.
Z drugiej strony Yonge St., na skrzyżowaniu Church i Carlton znajduje się budynek Maple Leaf Gardens z 1931, w którym do niedawna odbywały się spotkania drużyn hokejowych. Dziś drużyna Maple Leafs przeniosła się do Air Canada Centre, a historyczny obiekt ma zostać przebudowany i dostosowany do nowych potrzeb. Tuż obok w parku Allan Gardens wyróżnia się cieplarnia z 1909 roku, zbudowana w czasach wiktoriańskich, która posiada kolekcję tropikalnych roślin.